# 裨治文译本
裨治文文理译本，是裨治文等人翻譯的文理（文言文）新舊約聖經，是十九世纪中期出版的一个忠實的译本。

## 簡介
裨治文是来中国传福音的第一位美国传教士，在19世纪中期参加了委办翻译委员会，翻译中文圣经。但是因他主张将God翻译成神，而麦都思主张翻译为上帝，遂分裂。裨治文退出该委员会，一起与克陛存、文惠廉翻译圣经。1859年翻译完新约，1862年译完旧约。这个译本比以前的其他译本译笔忠实，切近原文。